# 광주광역시서부교육지원청
광주광역시서부교육지원청(光州廣域市西部敎育支援廳, Gwangju Seobu Office of Education)은 광주광역시 서구, 남구, 광산구의 교육 사무를 관장하기 위해 광주광역시교육청 산하에 설치된 교육지원청이다.
교육장은 장학관으로 보한다.

## 연혁
- 1952.06.04 교육위원회 조직 및 동시 교육구 발족
- 1956.06.04 광산군 교육청사 소재지 이전
- 1986.11.01 광산군교육청이 폐지, 송정시교육청 개청
- 1988.01.01 광주직할시서부교육청 구청 개청(광산군 폐지, 광주직할시의 관할구역으로 편입)
- 1991.03.26 광주직할시서부교육청으로 명칭 변경
- 1995.01.21 광주광역시서부교육청으로 명칭변경
- 2003.10.24 광주광역시서부교육청 신축 이전
- 2010.09.01 광주광역시서부교육지원청으로 명칭변경

## 산하기관

### 서구
초등학교
| - 계수초등학교 - 광림초등학교 - 광주광천초등학교 - 광주극락초등학교 - 광주상무초등학교 - 광주서초등학교 - 광주양동초등학교 - 광주화정초등학교 | - 금당초등학교 - 금부초등학교 - 금호초등학교 - 마재초등학교 - 만호초등학교 - 빛고을초등학교 - 살레시오초등학교 - 서광초등학교 | - 성진초등학교 - 송학초등학교 - 신암초등학교 - 염주초등학교 - 운리초등학교 - 운천초등학교 - 유덕초등학교 - 유촌초등학교 | - 주월초등학교 - 치평초등학교 - 풍암초등학교 - 화개초등학교 - 화정남초등학교 - 효광초등학교 |

중학교
| - 광덕중학교 - 광주동명중학교 - 광주서석중학교 - 광주중학교 | - 광주화정중학교 - 광주효광중학교 - 금호중학교 - 대자중학교 | - 상무중학교 - 상일중학교 - 운리중학교 - 유덕중학교 | - 전남중학교 - 치평중학교 - 풍암중학교 |

### 남구
초등학교
| - 광주농성초등학교 - 광주대성초등학교 - 광주방림초등학교 - 광주백운초등학교 - 광주봉주초등학교 - 광주삼육초등학교 | - 광주송원초등학교 - 광주월산초등학교 - 광주제석초등학교 - 광주학강초등학교 - 광주효덕초등학교 - 대촌중앙초등학교 | - 무학초등학교 - 봉선초등학교 - 불로초등학교 - 유안초등학교 - 장산초등학교 - 조봉초등학교 | - 진남초등학교 - 진월초등학교 - 진제초등학교 - 효천초등학교 |

중학교
| - 광주동성여자중학교 - 광주동성중학교 - 광주무진중학교 - 광주서광중학교 | - 광주송원중학교 - 광주수피아여자중학교 - 금당중학교 - 대성여자중학교 | - 대촌중학교 - 동아여자중학교 - 문성중학교 - 봉선중학교 | - 숭의중학교 - 주월중학교 - 진남중학교 |

### 광산구
초등학교
| - 고실초등학교 - 금구초등학교 - 대반초등학교 - 도산초등학교 - 동곡초등학교 - 마지초등학교 - 목련초등학교 - 미산초등학교 - 본량초등학교 - 봉산초등학교 - 비아초등학교 | - 산월초등학교 - 산정초등학교 - 삼도초등학교 - 새별초등학교 - 선운초등학교 - 선창초등학교 - 성덕초등학교 - 송우초등학교 - 송정동초등학교 - 송정서초등학교 - 송정중앙초등학교 | - 송정초등학교 - 수문초등학교 - 수완초등학교 - 신가초등학교 - 신창초등학교 - 어등초등학교 - 어룡초등학교 - 영천초등학교 - 운남초등학교 - 월계초등학교 - 월곡초등학교 | - 월봉초등학교 - 은빛초등학교 - 임곡초등학교 - 장덕초등학교 - 정암초등학교 - 진만초등학교 - 첨단초등학교 - 큰별초등학교 - 평동초등학교 - 풍영초등학교 - 하남중앙초등학교 - 하남초등학교 |

중학교
| - 광산중학교 - 광주진흥중학교 - 금구중학교 - 봉산중학교 - 비아중학교 - 산정중학교 - 선운중학교 | - 성덕중학교 - 송광중학교 - 송정중학교 - 수완중학교 - 신가중학교 - 신창중학교 - 영천중학교 | - 운남중학교 - 월계중학교 - 월곡중학교 - 월봉중학교 - 임곡중학교 - 장덕중학교 | - 정광중학교 - 천곡중학교 - 첨단중학교 - 평동중학교 - 하남중학교 |

## 같이 보기
- 대한민국 교육부
- 광주광역시동부교육지원청